# アメフラシ
アメフラシ（雨降らし、雨虎、雨降）は、腹足綱後鰓類の無楯類 (Anaspidea, Aplysiomorpha) に属する軟体動物の総称。狭義には、アメフラシ科に属するアメフラシ（通称 日本種アメフラシ、学名 Aplysia kurodai Baba, 1937）を指すが、ここでは無楯類について述べる。
無楯類はギリシア語の「盾を持たない」に由来する。伝統分類では、腹足綱後鰓亜綱無楯目とされていた。現在では、腹足綱後鰓目無楯亜目とするか、後鰓類を正式な分類群として認めず、腹足綱無楯目とする。以下では便宜的に、亜目として扱う。
海産の軟体動物で、他の後鰓目と同様に外見上は貝殻は退化しているが、背中の外套膜の内部には変形した板状の殻をもつ。ただし、Bursatella属とStylocheilus属は貝殻が完全に消失している。後鰓目（旧分類 後鰓亜綱）の中では、ウミウシを代表する裸鰓亜目（裸鰓目）やクリオネが属する裸殻翼足亜目（裸殻翼足目）が近縁である。
地方によってはアメフラシをウミウシと呼ぶ地域もある。アメフラシの名前の由来は、アメフラシが海水中で紫色の液をだすとそれが雨雲がたちこめたように広がるからと言われる。また、雨の時に岩場に集まるからという説もある。これは、産卵のために磯に現われる時期が梅雨と重なるためではないかと考えられている。アメフラシの英名Sea hareは「海のウサギ」という意味で頭部の二本の突起をウサギの耳に見立てたもので、中国名も海兎という。ただし、腹足綱 前鰓亜綱 盤足目にウミウサギガイ科という科があり、ウミウサギガイという和名を持つ種類が存在するので、混同しないよう注意が必要である。

## 形態
日本沿岸に分布する種は多くが15 cm程。大きなものは30 cmを超えるものもある。アメリカ西海岸に分布するAplysia vaccariaは75 cmにもなる。2本のつののようなものが生えている方が頭部（写真左側）で、背中（写真下側）に大きなヒダがある。貝殻は退化し完全に体内に入り込んでいるが、背中のヒダの辺りを押すと体内に硬い貝殻があるのがわかる。草食で、皮膚には食餌由来の毒素がある。アメフラシにつつくなどの刺激を与えると、紫汁腺とよばれる器官から粘りのある紫色（もしくは白色や赤色）の液体を出す。この液は、外敵に襲われた時に煙幕になり、あるいは液が外敵にとって不味いためそれ以上襲われなくなるのではないかと考えられている。この液の色も食餌に由来する。卵は黄色く細長い麺のような卵塊状になり「海素麺」とよばれる。

## 生態
普段は、水深1-3 mほどの浅瀬を這い回り、海藻類を食べている。食餌が不足してくると、自分で穴を掘って餌を探す。嗅覚が発達しており、触角で弱い匂いも感じ取ることができる。雌雄同体で頭の方に雄の生殖器官を、背中に雌の生殖器官を持つ。前方の個体の雌の器官に、後方の個体が雄の器官を挿入するといった形で、何個体もつながって交尾する。このような交尾形態は「連鎖交尾」といわれる。春から夏にかけて繁殖のために磯に現われる。一匹が生む卵は数万個で、黄色く細長い麺のような卵塊状である。卵は約2週間で孵化し、プランクトンとして海中を泳ぎ回った後に海底生活をする。寿命は1-2年。

## 分類
2上科2科の2グループに分かれる。
- ウツセミガイ上科 Akeroidea - ウツセミガイ科 Akeridae
- アメフラシ上科 Aplysioidea - アメフラシ科 Aplysiidae

### ウツセミガイ科
- Anderssonia - 1種のみ
  - Anderssonia sphinx - 南極海に分布
- ウツセミガイ属 Akera
  - Akera bayeri - コロンビアとブラジルの海岸で発見されたが、詳細不明。
  - Akera bullata - ノルウェー、カナリア諸島、地中海に分布。草食性で海草のアマモとPosidoniaを食用とする。370mより浅い海の海底に生息する。体長は最大6cm。体の色は白や灰色の斑点のあり、オレンジ色から灰色まで変化する。機敏には泳げない。
  - ウツセミガイ Akera soluta - 日本、インド洋、オーストラリアに分布。貝殻は最大で約45mm。

### アメフラシ科
- アメフラシ属 Aplysia
  - Aplysia brasiliana Mottled Sea Hare
  - ジャンボアメフラシAplysia californica California Sea Hare Aplysia californica
  - Aplysia cedrocensis
  - Aplysia cervina

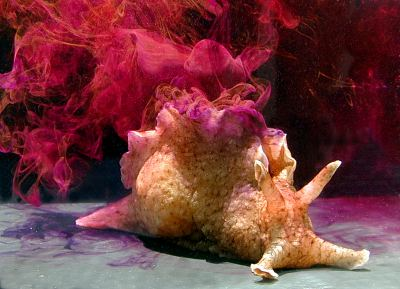
Aplysia californica

  - ジャノメアメフラシ Aplysia dactylomela Spotted Sea Hare
  - Aplysia depilans
  - Aplysia donca
  - ショウワアメフラシ Aplysia extraordinaria
  - Aplysia fasciata
  - Aplysia geographica
  - ゾウアメフラシ Aplysia gigantea
  - アマクサアメフラシ Aplysia juliana Walking Sea Hare
  - アメフラシ Aplysia kurodai - 種小名の kurodai は貝類学者の黒田徳米（くろだ とくべい）にちなみ名付けられた。体色は濃い褐色で小さな白っぽい斑点が無数にある。
  - Aplysia morio Atlantic Black Sea Hare or Sooty Sea Hare
  - ミドリアメフラシ Aplysia oculifera　
  - クロヘリアメフラシ Aplysia parvula　
  - Aplysia punctata
  - Aplysia reticulopoda Net-foot Sea Hare
  - サガミアメフラシ Aplysia sagamiana
  - Aplysia sibogae
  - Aplysia sydneyensis
  - Aplysia vaccaria California Black Sea hare
  - Aplysia willcoxi
- トゲアメフラシ属Bursatella - 1種のみ
  - フレリトゲアメフラシ（トゲアメフラシ） Bursatella leachii - インド洋、西太平洋、地中海に分布。体色は緑がかった茶色で、体長は5-10cm。最大で15cm。外套膜はとげとげに覆われて、とげとげのない緑の部分には黒と青の斑点がある。大きな足でゆっくりと動く。頭部は幅広く短く、短い鋭い尻尾がある。側足は尻尾と一体化している。
- タツナミガイ属 Dolabella - 背中の後側は、体内にある大きく石灰化された貝殻で傾斜した円盤状になっている。体色は緑色と茶色の斑点を伴って変色する。
  - タツナミガイ Dolabella auricularia Wedge Sea Hare - インド洋、西・北西太平洋に分布。体長は50cm。体は突起物で覆われており、皮膚は垂れ下がっている。体内にある貝殻は耳の形をしている。紫色の液を噴出する。日中は岩陰に隠れていて、夜になると海草の周りを這い回る。陰茎がない。
  - Dolabella gigas - インド洋に分布。皿型の貝殻。陰茎がある。
- ビワガタナメクジ属 Dolabrifera
  - ビワガタナメクジ Dolabrifera dolabrifera
- フウセンウミウシ属 Notarchus
  - フウセンウミウシ Notarchus indicus
- ウミナメクジ属 Petalifera
  - ウミナメクジ Petalifera punctulata
- スカシウミナメクジ属 Phyllaplysia
  - スカシウミナメクジ Phyllaplysia lafonti
- クサモチアメフラシ属 Syphonota
  - クサモチアメフラシ Syphonota geographica
- クロスジアメフラシ属 Stylocheilus
  - クロスジアメフラシ Stylocheilus striatus
  - ホソスジアメフラシ Stylocheilus rufus

## 利用

### 食材
一般的に身は食用にしない。卵は海素麺（うみぞうめん）と呼び、食糧難の頃などは食用にされたことはあるが、美味しいものではなく、毒性の問題もあり通常は食用とされない。現在食用とされている海素麺は海藻でベニモズク科の紅藻を指し、アメフラシの卵と混同されているが全く別の物である。
また、島根県の隠岐島や島根半島、鹿児島県の徳之島、千葉県いすみ市（旧大原町）、鳥取県中西部などでは身を食用にする。隠岐島では「ベコ」と呼ばれる。産卵期の春～初夏に採取して、臭いが強い内臓を除いて湯がき、冷凍しておく。調理は、刻んで柚子味噌あえなどにする。身自体は無味に近く、酒のツマミなどとして食感を楽しむ。ただし、アメフラシがシガテラを吸収した毒を持つ海藻類を食べているとその毒がアメフラシに蓄積されている可能性があるため、注意が必要。食用している海域では毒の元となる海藻類が無いとされているため食せるが、気候変動等により海藻の植生が変化している可能性もある。
昭和天皇も採集した個体を試しに煮て食べた事がある。アメフラシを甘辛く煮付けたそうだが、「煮るとこんなに小さくなる」と指で輪をつくって笑っていたと言う。侍従長の入江相政は、「味が無く、コリコリして噛み切れない。それを三度もお召し上がりになったのだから……」と回想している。千葉県南部の海岸域の家庭では、同様に煮付けて食べる。
フィジーなどの南洋諸島ではタツナミガイをココナッツミルクで煮て食べる。

### モデル生物
アメフラシの神経の細胞体は、直径200-1000 μmと哺乳類の10倍の大きさである。これに対してヤリイカは軸索が大きい。その神経回路が単純であることから、生物学において神経生理のモデル生物として用いられる。特に危険を感じると鰓を引き込み、慣れると引き込まなくなるという反射行動は、記憶・学習の基礎研究の発展に貢献した。コロンビア大学のエリック・カンデル教授は、アメフラシを使って、シナプスが変化することで記憶が形成される仕組みを明らかにし、2000年にノーベル生理学・医学賞を受賞した。

### 薬
- アメフラシが出す紫色の液体には制癌作用があるとして研究の対象になっている。
- 貝原益軒の「大和本草」には「峻補ノ性アルベシ」つまり、下痢に効くと記されている。

## 地方名
アメフラシにはいろいろな地方名がある。千葉県での「ござら」、鳥取県での「うみしか」、島根県での「べこ」などである。